# Pollera Nera
Pollera Nera ist eine autochthone Rotweinsorte des Valla Magra in der Region Ligurien und der nordwestlichen Toskana in Italien. Sie wird dort zum Beispiel im Denominazione di origine controllata  - Rotwein Colli di Luni Rosso eingesetzt. In den 1990er Jahren betrug die bestockte Rebfläche fast 103 Hektar. Die größten Bestände lagen dabei in der Provinz Massa-Carrara. Schriftliche Erwähnung fand die Sorte 1825 als weitverbreitete Rebe in den Regionen Cinque Terre und Massa-Carrara.
Siehe auch den Artikel Weinbau in Italien sowie die Liste von Rebsorten.

## Ampelographische Sortenmerkmale
In der Ampelographie wird der Habitus folgendermaßen beschrieben:
- Die Triebspitze ist offen. Sie ist wollig behaart, von grünlicher Farbe mit leicht bronzefarbenem Anflug. Die hellgrünen Jungblätter sind schwach behaart.
- Die mittelgroßen Blätter sind fünflappig und deutlich gebuchtet (siehe auch den Artikel Blattform). Die Stielbucht ist U-förmig offen. Das Blatt ist spitz gesägt. Die Zähne sind im Vergleich der Rebsorten mittelgroß.
- Die konusförmige Traube ist geschultert, mittelgroß bis groß und dichtbeerig. Die rundlichen Beeren sind mittelgroß bis groß und von bläulich-rötlicher Farbe. Das Aroma der Beere ist recht neutral.

Die Rebsorte reift ca. 35 Tage nach dem Gutedel und ist somit selbst für norditalienische Verhältnisse sehr spät reifend. Pollera Nera ist eine Varietät der Edlen Weinrebe (Vitis vinifera). Sie besitzt zwittrige Blüten und ist selbstfruchtend. Beim Weinbau entsteht somit nicht der ökonomische Nachteil, keinen Ertrag liefernde, männliche Pflanzen anbauen zu müssen.

## Synonyme
Pollera Nera ist auch unter den Namen Corlaga, Palera, Polera, Pollara Nera und Pollora Nera bekannt.